# Abbazia di Sankt Ludger
L'abbazia di Sankt Ludger (Kloster St. Ludgeri) fu un monastero benedettino con sede ad Helmstedt, nella Bassa Sassonia, fondato da san Ludgerio attorno all'anno 800.

## Storia
Poco prima dell'800 il missionario Ludgerio entrò nell'area di Helmstedt al seguito di Carlo Magno di modo da convertire i popoli sassoni al cristianesimo. Egli fondò con questo intento il monastero su un'antica strada romana, la Reichsstrasse, sul sito di un antico tempio germanico dedicato ai culti primaverili. Questa posizione favorita divenne fondamentale nel Medioevo ed apportò grandi benefici finanziari al complesso abbaziale.
Il monastero venne ricostruito in stile barocco dopo i saccheggi subiti durante la Guerra dei Trent'anni; l'ornamentale cancello d'ingresso (il cosiddetto Cancello dei turchi) venne aggiunto appunto nel XVIII secolo. Il monastero venne secolarizzato nell'ambito della mediatizzazione della Germania nel 1802 e i suoi possedimenti passarono ai Duchi di Brunswick-Wolfenbüttel, dai quali venne mantenuto come azienda agricola.
Le strutture, inclusa la chiesa del monastero, subirono numerosi danni durante la seconda guerra mondiale e poi vennero restaurati.
Sovente la storia dell'abbazia si intreccia con l'abbazia di Werden, la quale venne governata dallo stesso abate per lungo tempo.

## Galleria d'immagini

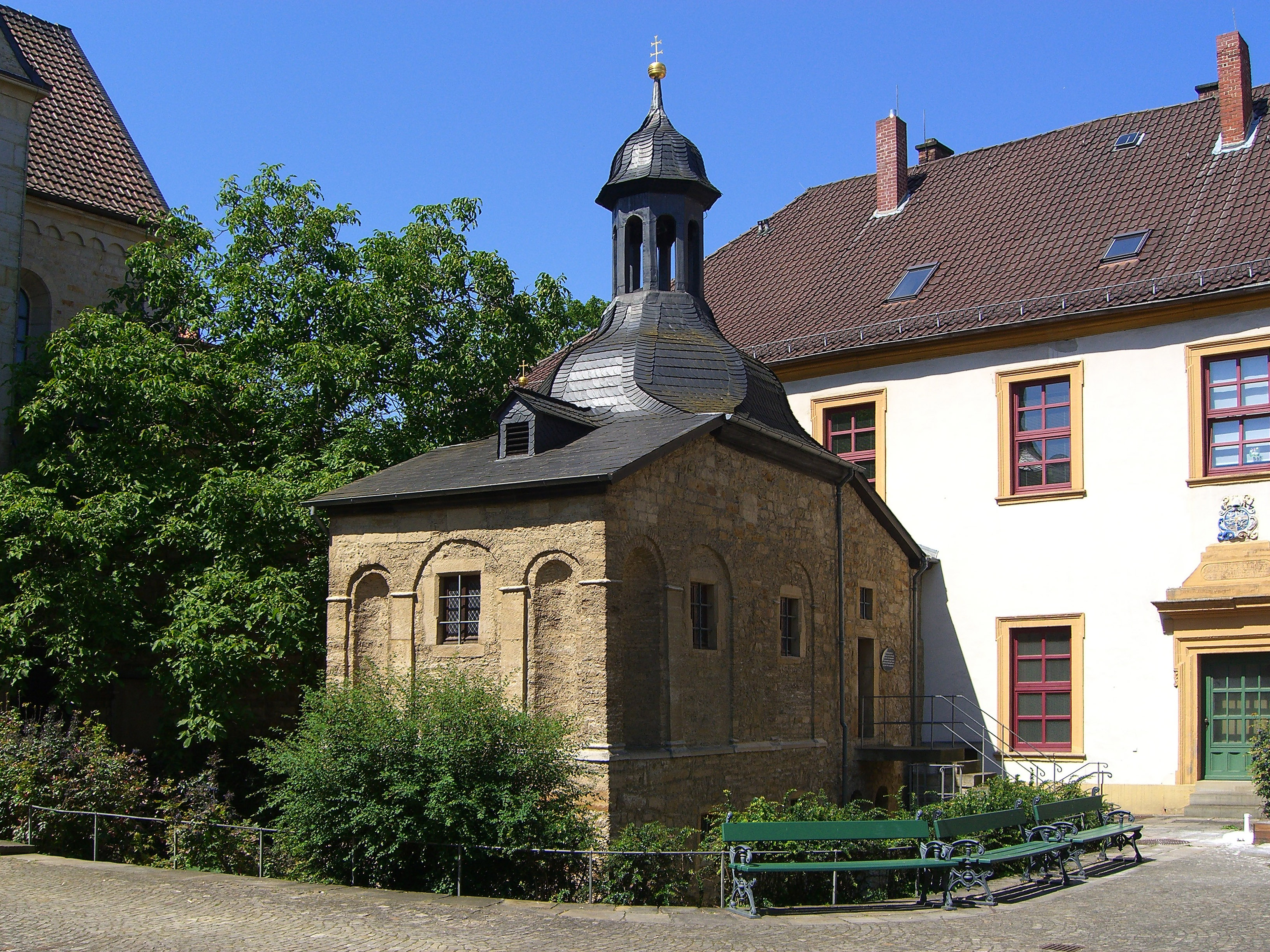
Le cappelle gemelle nel chiostro dell'abbazia. La cappella inferiore (XI secolo) è dedicata ai santi Pietro e Paolo, mentre la cappella superiore (XVIII secolo), è dedicata a san Giovanni Battista
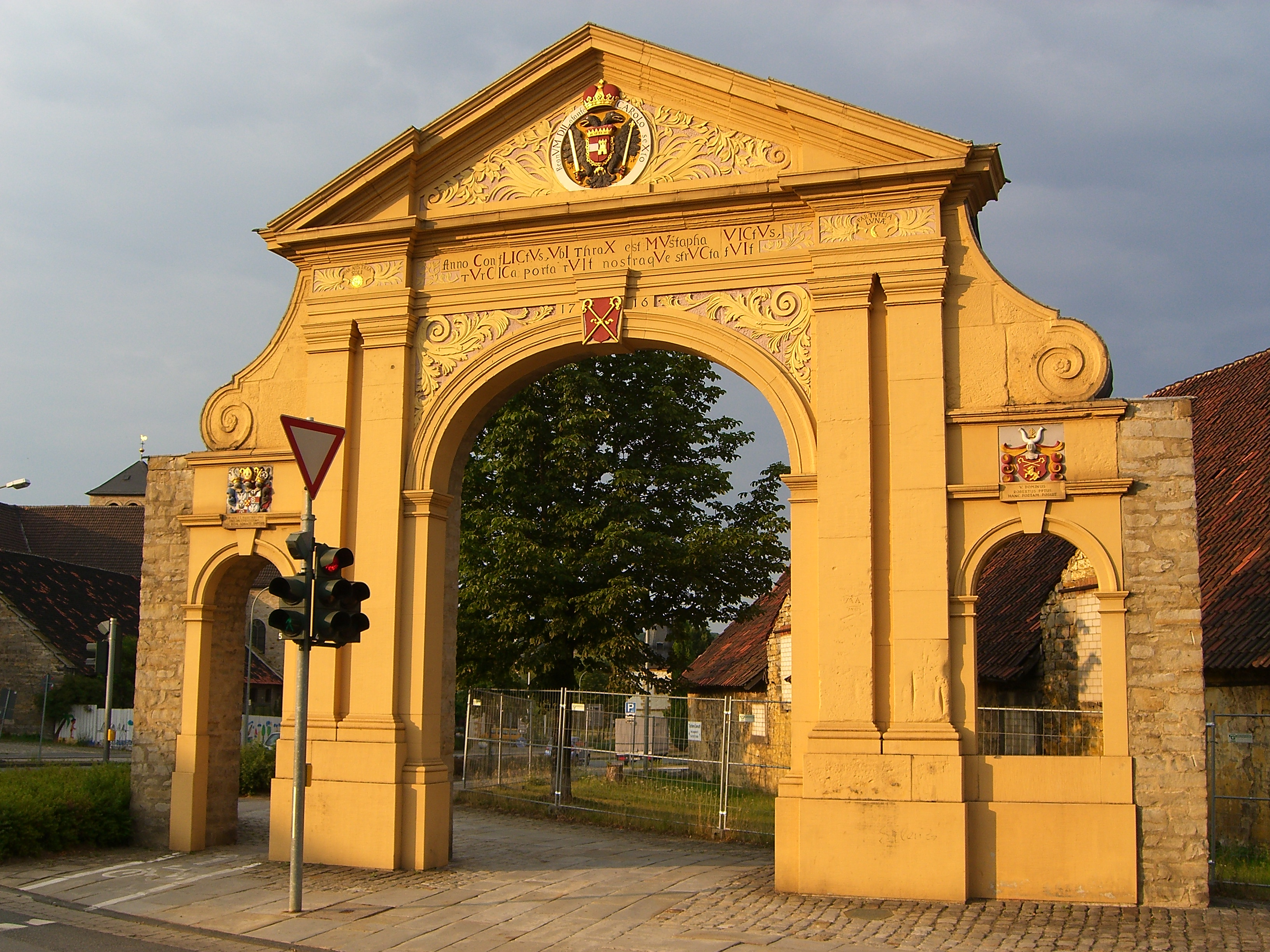
La Türkentor, eretta nel 1716 per celebrare la vittoria austriaca sui turchi nella Battaglia di Petrovaradino
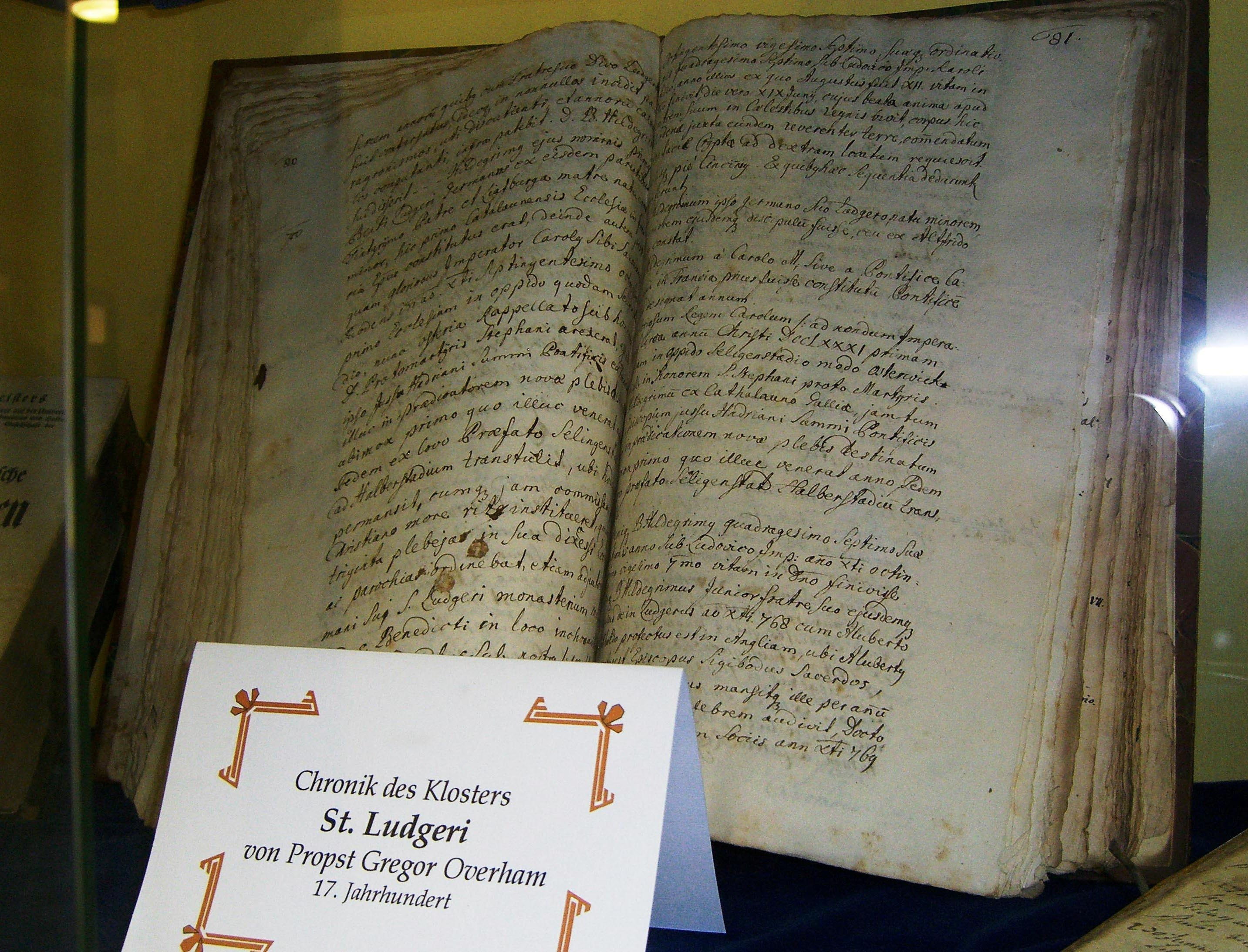
Chronicon dell'abbazia